# 新亞歷山德里夫卡 (洛佐瓦區)
48°47′52″N 36°12′0″E / 48.79778°N 36.20000°E
新亞歷山德里夫卡（羅馬化：Novooleksandrivka）是位於烏克蘭東部的村莊，由哈爾科夫州洛佐瓦區的布利茲紐基市鎮負責管轄。該村距離薩米利夫卡2.5公里，海拔高度113米，2001年人口135。